# John Newcombe
John David "Newk" Newcombe (Sídney, 23 de mayo de 1944) es un extenista profesional australiano. Fue N.º 1 del mundo y alcanzó un total de 22 títulos Grand Slam 17 en Dobles y 5 en individuales. Fue un baluarte del tenis australiano en la conquista de varias ediciones de la Copa Davis y formó junto a su compatriota Tony Roche una de las más grandes parejas de dobles de todos los tiempos logrando ganar 12 trofeos de Grand Slam en conjunto. Fue el último eslabón de la camada de jugadores australianos que sobresalieron en el circuito de tenis mundial en los años 50, 60 y parte de los 70, En individuales no pudo obtener el Grand Slam de Carrera ya que nunca consiguió ganar el Torneo de Roland Garros, donde nunca pasó de la ronda de los cuartos de final.

## Biografía
Newcombe era un atleta natural que de niño practicó varios deportes hasta volcarse definitivamente por el tenis. Nació en Sídney y vivió su infancia en Longueville, un suburbio de la misma ciudad. Era potente, atlético y extremadamente competitivo. Fue campeón junior australiano en los años 1961, 1962 y 1963. En 1963 llamó la atención en el tenis grande por primera vez, al convertirse en uno de los australianos más jóvenes en ser convocado para jugar Copa Davis con tan solo 19 años.
En 1965 daría sus primeros pasos grandes en el circuito de tenis al proclamarse campeón de dobles en el Campeonato Australiano y en el Campeonato de Wimbledon, junto a Tony Roche. La pareja se convertiría años más tarde en una pareja extraordinaria que conquistaría 12 títulos de Grand Slam, algo nunca igualado por alguna otra pareja en la historia. Juntos conquistaron títulos en cada uno de los 4 grandes, solo logrado por otras 3 parejas en la historia, siendo Wimbledon donde más se destacaron con 5 conquistas. Newcombe conseguiría además otros 5 títulos de Grand Slam en dobles con otras parejas, consiguiendo un récord de 17 Grand Slam en dobles jamás igualado.
El juego de Newcombe se basó principalmente en su servicio, volea y su golpe de derecha en un tipo de juego muy ofensivo que lo hacía ideal para el hierba. Su pesado saque era posiblemente el mejor de sus tiempos y solía deleitar a las multitudes con sus aces de segundo servicio.
En 1966 alcanzó su primera final de individuales del US National Singles Championship en la que perdería ante su compatriota Fred Stolle.
En 1967 se produjo su gran despegue como jugador de sencillos. Ese año ganaría el Campeonato de Wimbledon y el US National Singles Championship, dos de los 4 Grand Slam. Si bien no hubo un ranking formal del circuito de tenis, Newcombe fue considerado por los especialistas como el jugador amateur N.º 1 del mundo en 1967.
Ya en la Era Open, Newcombe logró ser finalista de Wimbledon en 1969 pero no pudo ante el imbatible Rod Laver quien se impuso en los 4 Grand Slam de ese año.
En 1970 conseguiría su segundo título de Wimbledon, esta vez ya en la denominada Era Open, al ganarle en la final a Ken Rosewall en 5 sets. Con esto se convertiría en uno de los 3 jugadores (junto a Rod Laver y Rosewall) en ganar títulos de grand slam como amateur y en la Era Open. Newcombe dijo después: "Ese fue mi mejor partido porque significó mi llegada a lo más alto en el tenis profesional".
En 1971 lograría su segundo título consecutivo y tercero en total en Wimbledon al derrotar en una maratoniana final de 5 sets al estadounidense Stan Smith por 6-3, 5-7, 2-6, 6-4 y 6-4. Tanto en 1970 como en 1971 fue proclamado como número 1 del mundo del tenis, incluyendo en esta lista tanto a profesionales como a amateurs. En toda su carrera consiguió 72 títulos como profesional, 32 en singles y 41 en dobles.
En 1972 Newcombe formó parte del World Championship Tennis (WCT) y no pudo participar del torneo de Wimbledon debido a las peleas entre la ITF y Lamar Hunt, líder de la WCT. En 1973 se sumó al boicot contra el torneo de Wimbledon por lo que no participó en esta edición. Siendo muy popular dentro de los seguidores del tenis, la ausencia de Newcombe aceleró las negociaciones para destrabar el conflicto. Luego se arrepentiría de no haber podido participar en estas dos ediciones y así poder estirar su racha ganadora en el torneo.
En 1973 se alzó con su primer trofeo en el Abierto de Australia al derrotar en la final al neozelandés Onny Parun. Ese mismo año se alzaría con su segundo título en Forest Hills al vencer en la final al checo Jan Kodeš tras remontar una desventaja en sets de 1-2. 
En 1974 Newcombe se convertiría en el segundo jugador tras la aparición del ranking computarizado en 1973, en alcanzar el puesto de N.º 1 del mundo. Lo mantuvo durante 8 semanas hasta ser destronado por el gran protagonista del circuito en ese año, Jimmy Connors.
El Abierto de Australia en su tierra natal, sería el último gran torneo que vería el esplendor de "Newk". En 1975 sorprendió a muchos al ganarle en la final a la gran estrella del momento, Jimmy Connors quien venía de imponerse en los tres últimos Grand Slam jugados sobre hierba. Al año siguiente alcanzaría la final aunque esta vez el sorprendido fue él cuando fue derrotado por su compatriota Mark Edmondson en 4 sets. Debido a una lesión en el codo su participación posterior en torneos fue limitada y su nivel cayó paulatinamente hasta retirarse de la actividad en 1981. No obstante siguió jugando dobles tanto en Wimbledon como en el US Open hasta 1983. 
En 1977 y 1978 ocupó el puesto de presidente de la Asociación de Tenistas Profesionales (ATP).

## Copa Davis
John Newcombe se convirtió a los 19 años en uno de los jugadores más jóvenes en integrar el laureado equipo de Copa Davis australiano. Su debut fue en la final de 1963 en Adelaida frente a los Estados Unidos. A pesar de haber perdido sus dos partidos de individuales, Newcombe demostró su potencial en el decisivo quinto punto al llevar a 4 duros sets al reinante campeón de Wimbledon, Chuck McKinley. 
En 1964 Australia se tomaría revancha al derrotar a Estados Unidos en Cleveland y Newcombe colaboró con sus victorias en individuales en las series ante Chile y Canadá.
En 1965 y 1966 formaría la pareja de dobles junto a Tony Roche, que lograría los puntos decisivos en las finales ante España e India respectivamente, ambas jugadas en Australia.
En 1967 se haría presente en la conquista de la cuarta Copa Davis consecutiva para Australia. En la final frente a España en Brisbane, lograría una victoria ante Manuel Orantes y otra más en el dobles junto a Roche para poner el irremontable 3-0 a favor.
Debido a su condición de profesional no pudo participar en la Copa durante los años 1968-1972 pero en 1973 volvió con todo y formó uno de los equipos de Copa Davis más recordados de la historia junto a Rod Laver y Ken Rosewall. Ese año participaría en las series ante Japón, India, Checoslovaquia y la final ante Estados Unidos en Cleveland. Australia barrió al equipo estadounidense 5-0 con las victorias de Newcombe y Laver, tanto en individuales como en dobles, en lo que fue la primera Copa Davis que participaron jugadores profesionales.
Su última participación en la competición fue en 1976 donde, tras ganar los 4 individuales y 2 dobles ante Indonesia y Nueva Zelanda, perdió sus tres partidos en la serie semifinal ante Italia.

## Después del tenis
Newcombe ha sido siempre admirado por una gran cantidad de fanes debido a su carisma. Su característico bigote es ya un emblema y se llegó a decir que fue asegurado por 13 millones de dólares, aunque él siempre lo ha negado.
Su amistad con el presidente de Estados Unidos George W. Bush se tornó famoso cuando la prensa citó a Newcombe como el compañero de copas de Bush cuando este fue multado por manejar bajo los efectos del alcohol.
El extenista Jack Kramer lo consideró en 1979 como parte de los 21 jugadores más grandes de la historia del tenis. Fue incluido en el puesto 16 de los "40 jugadores más grandes de la Era Abierta" por la revista "TENNIS".
En 1986 fue introducido en el Salón Internacional de la Fama del tenis junto a su compañero Tony Roche. En 1998 fue introducido al Salón de la Fama del Tenis Australiano.
En 1995 fue nombrado capitán del equipo australiano de Copa Davis. 
Está casado con la extenista alemana Angelika Pfannenburg.